# Уральська область (Російська імперія)
51°14′00″ пн. ш. 51°22′00″ сх. д. / 51.233333333333° пн. ш. 51.366666666667° сх. д.
Уральська область — адміністративно-територіальна одиниця Російської імперії, Російської республіки і РРФСР у 1868—1920.

## Географія
Охоплювала області вдовж річок Уралі і Емба, майже по всій течії. На півдні доходила до Каспійського моря, на південному сході межувала з півостровом Мангишлак й Аральським морем.
В адміністративному плані Уральська область межувала на півночі з Оренбурзькою і Самарською губерніями, на заході — Самарською губернією, Букеєвською ордою (до 1876), потім — Астраханською губернією, на півдні — Мангишлакським приставством (до 1882), потім — Закаспійською областю, на сході — Тургайською областю.

## Історія
Указом імператора Олександра II від 21 жовтня (2 листопада) 1868 виокремлена з Області Оренбурзьких киргизів. Стає військовою базою для наступу на Мангишлак, Хівінське ханство і туркменів. після підкорення останніх протягом 1870-х років перетворилося на звичайну область.
Відповідно до прийнятого в 1891 Положення в Уральській області був здійснений перехід до загальноросійської системі управління — відбувся поділ на повіти.
У січні 1918 встановлена радянська влада. Наприкінці березня того ж року уральські козаки і казахи повалили владу більшовиків. Було утворено Уральський тимчасовий уряд, що діяв до березня 1919. Під час Громадянської війни в 1919—1920 область була місцем запеклих боїв між Червоною і Уральською армією. Уральські козаки стали одним з найбоєздатніших військ армії Олександра Колчака.
Постановою ВЦВК і РНК РРФСР від 26 серпня 1920 приєднана до Киргизької АРСР. За рішенням 1-го Установчого з'їзду Рад Киргизької АРСР 12 жовтня 1920 перетворена на Уральську губернію.

## Адміністративний устрій
Центр — м. Уральськ. За розміром займало 19 місце серед областей і губерній Російської імперії. складалася з 4 повітів: Уральського, Гурьєвського, Лбищенського (до 1899 року мав назву Калмиковський) і Темирського. У 1920 році Темирський повіт передано до складу Тургайської губернії.
На чолі стояв губернатор. Він підпорядковувався до 1881 року Оренбурзькому генерал-губернатору. Потім — Степовому генерал-губернатору.
Разом з тим існувала специфіка з огляду на поєднання колишніх земель Яїцького козацтва і Малого жуза. Так 62068 верст² (70640 км²) належало Уральському козацькому війську на правах нероздільного общинного володіння. державна власність становила 222 344 верст² (253 000 км²), яку було передано в загальне користування киргиз-кайсаків.

### Губернатори
- Микола Верьовкін (1869—1876)
- Григорій Голіцин (1876—1907)
- Микола Шипов (1885—1893)
- Костянтин Максимович (1893—1899)
- Костянтин Ставровський (1899—1905)
- Микола Родзянко (1905—1910)
- Микола Дубасов (1910—1913)
- Сергій Хабалов (1913—1916)

### Голова Тимчасового військового уряду
- Гур'ян Фомічев (1918—1919)

## Населення
На час утворення області в Уральському козачому війську населення досягло 79,6 тис. осіб. У 1875—1877 уральських козаків-старовірів було переселено до Каракалпакії.
Згідно Першого загальноросійського перепису чисельність населення Уральської області становила 645 121 осіб. З них казахи становили 71,3 % (460173 осіб), росіяни — 24,9 %, кундровських татари — 2,8 %, українців — 0,5 % (2 959 осіб). В Уральській області 64,7 % переселенців з числа українців мешкали в Уральському повіті, 16,7 % — в Лбіщенському і 15,3 % в Темирському повітах.
В 1905 в області мешкало 725 300 осіб. У 1915 казахи вже складали 52,7 % загальної чисельності (440 600 осіб). Це було викликано активною переселенською політикою імператорського уряду. Сюди переїзжади переважно росіяни та українці. Останні збільшили свою чисельність в Уральській області в більш ніж в 8 разів. 55,8 % українців мешкало на території Лбіщенського повіту, в Гурьєвському і Уральському повітах відповідно 26,4-17,8 %. Загальна чисельність склала 25 800, або 3 % загальної чисельності.

## Економіка
Основним заняттям були рибальство, баштанництво, скотарство і землеробство. Останнім переважно займалися росіяни й українці. Вирощували жито, пшеницю, овес, ячмінь, просо, льону і картоплю. Казахи були скотарями, розводили велику рогату худобу, коней, верблюдів, поширено було вівчарство.
Рибальство було поширено вздовз річки Урал й на Каспійському морі. Виловлювалисяв значній кількості осестрові та ін. цінні риби. Вивозиласяяк сама риба, так й чорно і червона ікра, риб'ячі клей і жиру. В 1900 вивезено на суму до 3 млн карб.
Під садами в 1900 було 1563 десятини. Городництвом займалися лише в деяких станицях уральських козаків та українських поселеннях.
Промисловість було слабко розвинено. Переважали кустарні промисли. На 1897 рік кількість кустарів становило 6350 осіб. На 1901 рік заводів салотопенних, цегляних, шкіряних, овчинних, пивоварних, миловарних, клейових, гончарних, винних, лакових, млинів водяних, вітряних, парових і кінних, кузень, молотарок парових і кінних, просорушек з кінним приводом було всього 634 одиниці.
Розвитку торгівлі та промисловості сприяло проведення Рязано-Уральської залізниці, що з'єднало Уральск з центральними губерніями Європейської Росії. Також з 1905 працювала залізнична лінія Оренбург—Кубек, а з 1907 року — Ілецьк—Чингирлау.
У 1918 створено Яїцький військовий банк.